# Subak
Le subak est le système d'irrigation traditionnel pour les rizières sur l'île de Bali, en Indonésie, qui a été développé au IXe siècle. Pour les Balinais, l'irrigation n'est pas simplement l'arrosage des plantes : l'eau est utilisée pour construire un écosystème artificiel complexe et dynamique, qui consiste en cinq terrasses de rizières et de temple consacrés à l'eau, sur près de 20 000 hectares. Les temples sont au centre de ce système coopératif de gestion de l'eau.
En 2012, le système des subak a été listé au patrimoine mondial de l'Unesco.

## Aspect religieux
Le subak est un système d'irrigation écologique et durable qui rassemble la société agraire balinaise dans le village de Bale Banjar et dans les temples. En effet, la gestion de l'eau est sous l'autorité des prêtres qui suivent la philosophie du Tri Hita Karana. Celui-ci lie le royaume des esprits (dieux) au monde humain et à la nature. Le subak illustre cette relation. Les temples de l'eau promeuvent l'harmonie entre les humains et leur environnement à travers des rituels qui rappellent aux hommes leur dépendance aux forces de la nature. Le riz est perçu comme un don des dieux, et tout le subak fait partie de la culture religieuse.
Chaque subak concerne tout le système agricole approvisionné en eau par la même source ou le même cours d'eau, et concerne de 50 à 400 agriculteurs.

## Origine du Subak
Il est probable que le subak soit apparu spontanément. Cherchant à améliorer leurs récoltes, les agriculteurs ont porté attention au succès de leurs voisins immédiats. Ils les ont imités et, de proche en proche, toute l'île s'est synchronisée sur les temps de récolte et d'inondation.

Le naturaliste britannique Alfred Russel Wallace, faisant une très courte visite du nord de Bali en juin 1856, est néanmoins frappé par l'efficacité de ce système de gestion des eaux et le mentionne dans son ouvrage The Malay Archipelago : « Lombock and Bali [...] where an elaborate system of irrigation produces the effect of a perpetual spring. » et l'y décrit en détail :

« luxuriant rice-grounds, watered by an elaborate system of irrigation that would be the pride of the best cultivated parts of Europe. The whole surface of the country is divided into irregular patches, following the undulations of the ground, fromm many acres to a few perches in extent, each of which is itself perfectly level, but stands a few inches or several feet above or below those adjacent to it. Every one of these patches can be flooded or drained at will, by means of a system of ditches and small channels, into which are diverted the whole of the streams that descend from the mountains. Every patch now bore crops in various stages of growth, some almost ready for cutting, and all in the most flourishing condition and of the most exquisite green tints. »

— Wallace 1869, p. 236

## Le désastre de la «révolution verte»
La « révolution verte », une politique de transformation des agricultures des pays en développement ou des pays les moins avancés, était fondée principalement sur l'intensification et l'utilisation de variétés de céréales à hauts potentiels de rendements. 

Dans les années 1970, un groupe d'ingénieurs suisses commandité par le gouvernement tenta de rationaliser le système des subak, en incitant les paysans à planter plus souvent le riz (3 récoltes par an au lieu des deux récoltes annuelles traditionnelles) sans tenir compte du calendrier religieux, à utiliser des engrais et des pesticides, mais ce fut un échec.
Cette nouvelle politique, très coûteuse financièrement, a amené à peine 2% production en sus de la production traditionnelle. Son coût écologique inclut entre autres la destruction croissante des récoltes par les pestes (rongeurs et insectes) et les maladies, et une pollution massive des systèmes aquatiques jusque dans la mer, compromettant gravement les fragiles écosystèmes des récifs coralliens côtiers. 
Son coût social inclut la destruction d'un système fonctionnant sur une base démocratique dans un milieu social fortement marqué par la hiérarchie.
Dès les années 1980, l'anthropologue américain J. Stephen Lansing (en) s'est associé au biologiste et écologiste des systèmes (en) James Kremer pour tenter de remettre en place le complexe système agricole des subaks.